# Gewagtes Spiel (Fernsehserie)
Gewagtes Spiel war eine Vorabendserie des Südwestfunks. Die einzige Staffel hatte 26 Folgen und lief vom 18. März 1964 bis zum 14. August 1967. Die Drehbücher schrieben Per Schwenzen und Erich Paetzmann, Regie führte Eugen York. Jede der in Schwarz-Weiß gedrehten Folgen hatte eine Länge von 25 Minuten und wurde jeweils mittwochs gesendet.

## Handlung
Der Versicherungsdetektiv Dr. Severin (Alexander Kerst) und seine Assistentin Babette Bollmann (Maria Sebaldt) klären Versicherungsfälle und können sogar manchen Versicherungsbetrug im Vorfeld vereiteln. So verhindern sie noch rechtzeitig den Mord an einem Ehemann, dessen Gattin gern eine reiche Witwe geworden wäre. Dr. Severin zeigt aber auch Herz und rückt für zwei arme Studenten einen Betrug an der Kfz-Versicherung zurecht, damit die beiden nicht ins Gefängnis kommen.

## Episodenliste
| Folge | Erstausstrahlung   | Titel                        | Gastschauspieler (Auswahl)                                                                                            |
| 1     | 18. März 1964      | Teddy & Freddy               | Georg Lehn, Ulrich Beiger, Hans Epskamp, Rotas-Duo                                                                    |
| 2     | 15. April 1964     | Jacqueline                   | Dieter Eppler, Jaqueline Porel, Hermann Lenschau                                                                      |
| 3     | 13. Mai 1964       | Am 14. April                 | (Aufzeichnung verschollen)                                                                                            |
| 4     | 10. Juni 1964      | Und alles um eine Kuh        | Beppo Brem, Michl Lang, Rosl Mayr, Hans Epskamp                                                                       |
| 5     | 8. Juli 1964       | Der Kopfsprung               | Eva Probst, Hans Epskamp, Kurt Ebbinghaus                                                                             |
| 6     | 5. August 1964     | Herzbube                     | Willi Rose, Reinhard Brandt, Erich Fritze, Dietrich Thoms                                                             |
| 7     | 2. September 1964  | Der unersetzliche Verlust    | Konrad Georg, Dagmar Altrichter, Christiane Nielsen                                                                   |
| 8     | 28. Oktober 1964   | Gefahr für V.128             | Carsta Löck, E. O. Fuhrmann, Günter Meisner, Herbert A. E. Böhme, Heinz Engelmann, Theo Frisch-Gerlach, Willi Schäfer |
| 9     | 25. November 1964  | Der Fall Künitzer            | Karin Baal, Hanns Ernst Jäger, Wolfgang Büttner, Friedrich Joloff, Malte Jaeger, Alexander Hegarth                    |
| 10    | 17. Februar 1965   | Es brennt                    | Hans Deppe, Erich Dunskus, Josef Wirtz                                                                                |
| 11    | 17. März 1965      | Mann über Bord               | Herbert Tiede, Robert Freitag, Hans Epskamp, Hans-Jürgen Janza                                                        |
| 12    | 14. April 1965     | Das zweite Gesicht           | Addi Adametz, Margarete Haagen, Hela Gruel, Til Kiwe, Kurt Zips, Robert Naegele                                       |
| 13    | 12. Mai 1965       | Das Privatmuseum             | Herta Worell, Carsta Löck, Günter Meisner, Herbert A. E. Böhme, Heinz Engelmann                                       |
| 14    | 9. Juni 1965       | Der Skorpion                 | Siegfried Wischnewski, Edith Teichmann, Elke Arendt                                                                   |
| 15    | 7. Juli 1965       | Wer ist Jan Karp ?           | Friedrich Georg Beckhaus, Stefan Schnabel, Marga Maasberg, Hans Bernhardt, Dieter Eppler                              |
| 16    | 4. August 1965     | Die Fahrt nach Straßburg     | Eva-Ingeborg Scholz, Wolfgang Stumpf, Erwin Lindner                                                                   |
| 17    | 1. September 1965  | Über 70 mal                  | Wolfgang Preiss, Wera Frydtberg, Lukas Ammann, Walter Feuchtenberg                                                    |
| 18    | 29. September 1965 | Der Tod in der Roßbachwand   | (Tonspur verschollen)                                                                                                 |
| 19    | 27. Oktober 1965   | Wettlauf mit der Zeit        | Ruth Gassmann, Hans Zesch-Ballot, Sylvia Lydi                                                                         |
| 20    | 24. November 1965  | Das Geheimnis von Scheferloh | Gisela Trowe, Edith Schultze-Westrum, Käte Jaenicke, Herbert Fleischmann, Siegurd Fitzek                              |
| 21    | 22. Dezember 1965  | Simili                       | Gisela Fackeldey, Ralph Persson, Hans Epskamp, Gerhard Frickhöffer                                                    |
| 22    | 19. Januar 1966    | Der Pechvogel                | Hans-Jürgen Diedrich, Wolfgang Büttner, Günter Meisner, Max Strecker, Ilse Zielstorff                                 |
| 23    | 16. Februar 1966   | Kleine Fische                | Michael Maien, Richard Rüdiger, Michael Ande, Ulf J. Söhmisch, Hermann Lause                                          |
| 24    | 16. März 1966      | Drei Giraffen                | Peter Carsten, Jean-Pierre Zola, Kurt Pratsch-Kaufmann, Alexander Hegarth, Rolf von Nauckhoff                         |
| 25    | 13. April 1966     | Der Doppelgänger             | Walter Richter, Benno Hoffmann, Heli Finkenzeller, Christiane Maybach, Wolfgang Büttner                               |
| 26    | 14. August 1967    | Verstummte Trommel           | Claude Vernier, Hans Timerding, Osman Ragheb                                                                          |